# Galleria Eurovea

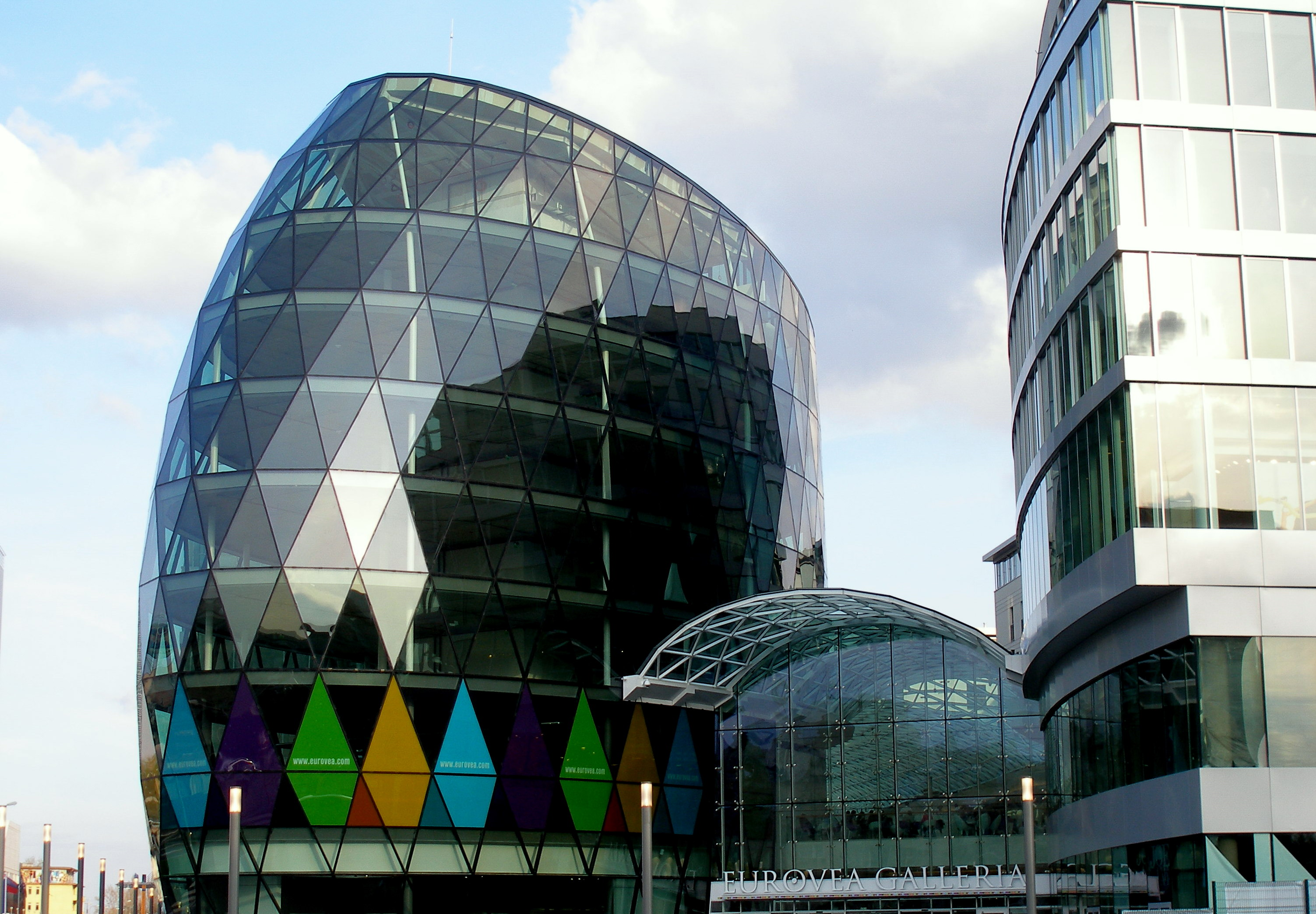
Vstup do Gallerie Eurovea

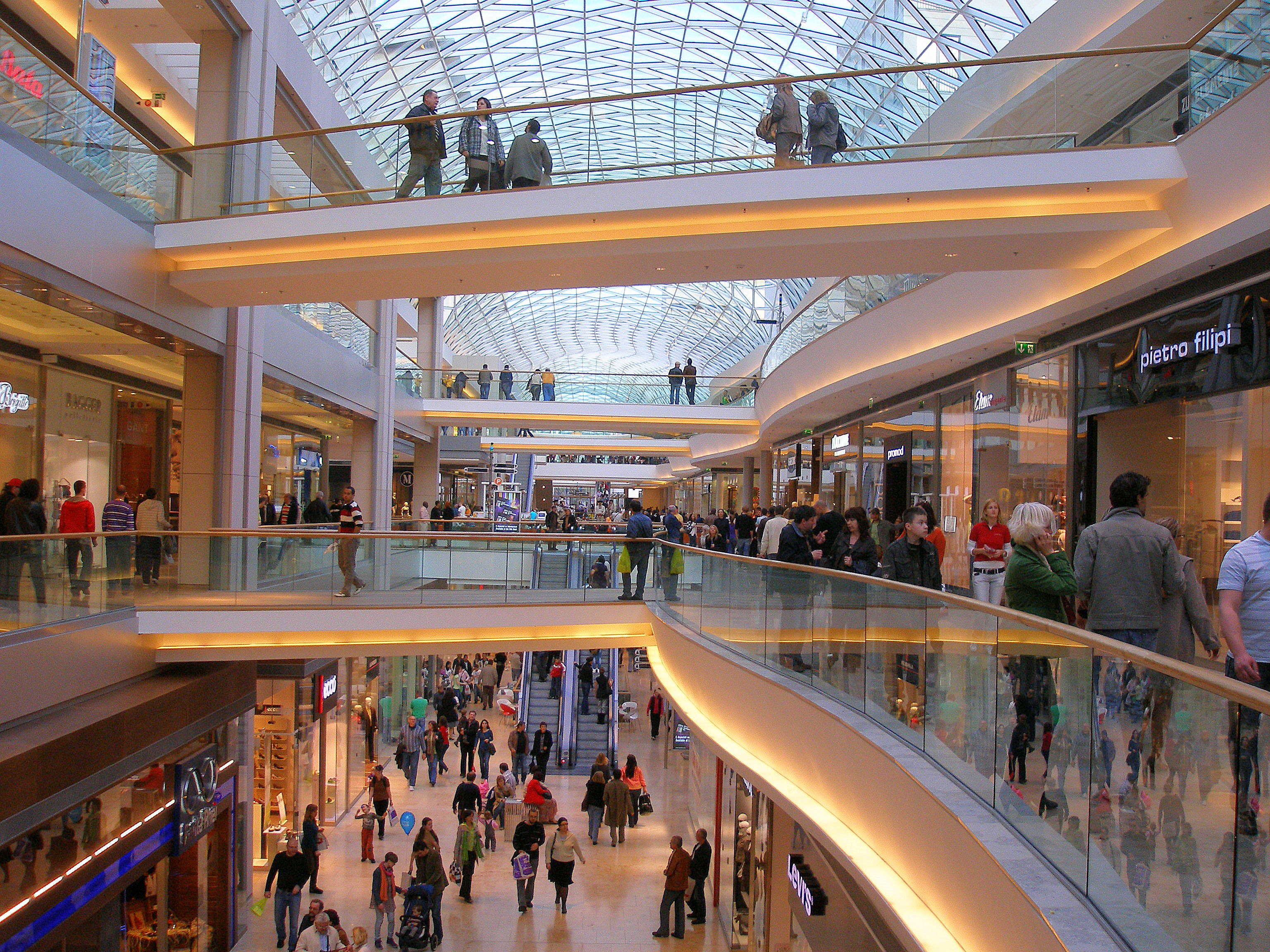
Interiér

Galleria Eurovea (původně Pribina Galleria) je obchodní část zóny Eurovea na levém nábřeží Dunaje v Bratislavě mezi Starým mostem a mostem Apollo, která se prostírá na 60 000 m² plochy.
Obsahuje hlavně prodejny a provozy mezinárodních značek. Má se stát novou hlavní třídou Bratislavy a jedinou nákupní lokalitou ve městě, která vyhoví nejvyšším standardům. Objevily se zde architektonické prvky, které vytvářejí atmosféru skutečné ulice. K otevření došlo 26. března 2010.